# Šerif
Šerif (eng. sheriff, od staroeng. scīrgerefa u značenju "upravnik grofovije"), ovlašteni dužnosnik s raznolikim dužnostima, ovisno o državi u kojoj djeluje službenik tog naziva. Nadlov i dužnost šerifa pojavljuje se u više zemalja, osobito u Ujedinjenom Kraljevstvu i Sjedinjenim Američkim Državama.

## Povijest

### Ujedinjeno Kraljevstvo
U Engleskoj je šerif izvršni upravitelj u grofoviji koji ima različite upravne i sudske ovlasti. Dužnosnik istog imena postoji i u Walesu, Škotskoj te u Sjevernoj Irskoj. Dužnost šerifa je postojala u Engleskoj još u ranom srednjem vijeku, prije normanskih osvajanja 1066. godine. Tu je dužnost sačuvao kralj Vilim I. Osvajač nakon što je osvojio Kraljevinu Englesku. Šerif je bio kraljevski službenik koji je upravljao grofovijom u upravnom i sudskom smislu, okupljao i vodio vojsku u ime kralja te vodio građanske i kriminalne sudske parnice. Za vladavine kralja Henrika II. (1154. – 1189.) šerif je bio lišen dijela svojih ovlasti u korist kraljevskog dvora koji je dobivao na važnosti.
Poslije reorganizacije uprave pod vladavinom dinastije Tudor u 15. i 16. stoljeću dužnost šerifa je postala većinom ceremonijalna. Međutim, 1877. izdan je zakon pod nazivom Sheriff's Act kojim su ujednačene i podijeljene dužnosti i ovlasti šerifima pa su od tada šerifi nadgledali izborne peticije i bili odgovorni za izvršavanje sudskih naloga, sigurnost zatvorenika, a do ukinuća smrtne kazne 1965. godine, šerifi su bili odgovorni za provođenje smrtne kazne.

### Sjedinjene Američke Države (SAD)
U SAD-u je šerif bio izabrani javni službenik u svom okrugu koji ej djelovao kao izvršni i sudski dužnosnik u mandatu od dvije do četiri godine. Šerif je imao ovlasti imenovanja zamjenika šerifa, ukoliko je to bilo potrebno. Šerif i njegovi zamjenici su čuvari reda i imaju ovlasti policije u provođenju kaznenog zakona. Šerifi su se ponajviše imenovali za provođenje zakona u onim područjima SAD-a u kojima nije bilo regularne policije, osobito na području Divljeg zapada. Imali su ovlasti pozivanja građana na organizaciju potjere za odbjeglim odmetnicima. Neki od znamenitih šerifa bili su Wyatt Earp (1848. – 1929.), Virgil Earp (1843. – 1905.), Divlji Bill Hickok (1837. – 1876.) i Bat Masterson (1853. – 1921.).

## Vanjske poveznice
- Šerif – Hrvatska enciklopedija
- Šerif – Proleksis enciklopedija
- Šerif – Britannica Online (engl.)